# قرحة وريدية

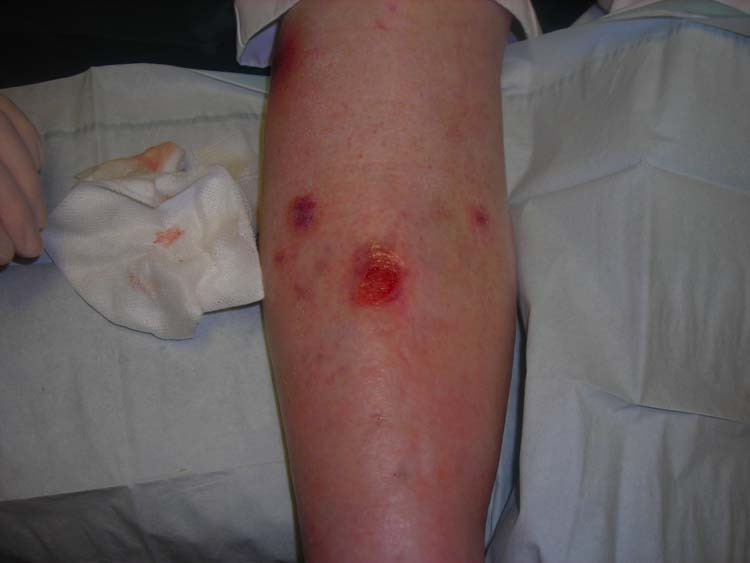
قرحة وريدية في الساق

القرحة الوريدية (بالإنجليزية: venous ulcer)‏ هي الجروح والقرحات التي تحدث نتيجة خلل في وظائف الصمامات الوريدية، عادة أوردة الساق. تمثل من 70% إلى 90% من نسبة حالات الإصابة بقرح الساق. غالبا ما تصيب الجزء الداخلي من الساق، وتكون مؤلمة جدًا.
المعلومات المقدمة ليست بديلاً عن الاستشارة الطبية الاختصاصية أو التشخيص الاختصاصي.

## العلامات والأعراض
قرحة الساق الوريدية هي جرح مزمن غير معافى مع تهتك في الجلد والأنسجة المكشوفة.
تُرى قرحة الساق الوريدية عادة في الجانب الداخلي من الساق، فوق الكاحل مباشرة. غالباً ما تكون مؤلمة، وخاصة عند ترافقها بالخمج (عدوى). لكن غالباً ما يمكن أن تُحَل مشكلة الألم بالعلاج الصحيح .
إذا كنت مصاباً بقرحة الساق الوريدية، قد يكون لديك أيضاً:
- وذمة بالكاحلين مليئة بالسائل تحتفظ بأثر بصمة إصبعك مؤقتاً عند الضغط عليها (المعروفة باسم وذمة منطبعة ).
- تغير لون الجلد واسوداده حول القرحة (المعروف باسم داء هيموسيديريني).
- تصلب الجلد حول القرحة، الأمر الذي قد يجعلك تشعر بقساوة في ساقك (المعروفة باسم تصلب شحمي جلدي).
- مناطق صغيرة وملساء من الجلد الأبيض، والتي قد تحوي على بقع حمراء صغيرة (تُعرف باسم ضمور أبيض).
تُسبَّب الأعراض المرتبطة بقرحة الساق الوريدية عن طريق الدم الذي لا يتدفق بشكل صحيح داخل أوردتك. هذا ما يُعرف باسم القصور الوريدي، ويمكن أن يسبب:
• ألم في الساق، يمكن أن يكون مستمراً أو متقطعاً
• شعور بالثقل في الساق المتأثرة
• ألم
• حكة
• تورّم
• أكزيما الدوالي (حكة، تهيج الجلد المرتبط بدوالي الأوردة)

### الخمج
يمكن أن تكون قرحة الساق الوريدية عرضةً لعدوى بكتيرية. تشمل أعراض خمج قرحة الساق:
• ازدياد الألم سوءاً
• ارتفاع في درجة الحرارة (حمى) إلى ( 100.4° فهرنهايت) 38 درجة أو أعلى
• ألم، تحول سريع في المنطقة حول القرحة لتصبح حمراء لينة

### متى تطلب المشورة الطبية؟؟
يجب عليك دائماً استشارة الطبيب إذا كنت تعتقد أنك أُصبتَ بقرحة الساق الوريدية. من غير المرجح أن تتحسن قرحة الساق الوريدية من تلقاء نفسها. تتطلب هذه القرحة علاج طبي متخصص.

## الأسباب
هناك نوعان رئيسيان من الأوعية الدموية:
• الشرايين- يتم ضخ الدم الغني بالأكسجين من القلب، من خلال الشرايين، إلى بقية جسمك.
• الأوردة - يتم إرجاع الدم إلى القلب عن طريق الأوردة عندما يتم إزالة الأكسجين منه.
تحدث مشاكل الأوردة عندما تتوقف الصمامات داخلها عن العمل بشكل صحيح .
يتدفق الدم نحو القلب في الأوردة السليمة. يتم منع الدم من التدفق إلى الخلف من خلال سلسلة من الصمامات التي تفتح وتغلق للسماح للدم بالعبور. إذا كانت الصمامات ضعيفة أو معطوبة، مثل الحالات التالية لخثار الأوردة العميقة، يمكن للدم أن يتدفق إلى الوراء.
قد يسبب هذا دوالي مرئية على سطح الساق، أو ضرر قد يحدث في الأوردة العميقة بعيداً عن الأنظار. يزداد الضغط داخل هذه الأوردة مما يؤدي إلى تلف الجلد.
يؤدي ارتفاع ضغط الدم المستمر في الساقين إلى تسرب السوائل من الأوردة. يُسبب السائل تورم وأضرار في الجلد، الذي يصبح قاسياً وملتهباً، مما يؤدي لحدوث قرحة.

## عوامل الخطر(العوامل المساعدة)
تشمل عوامل الخطر لحدوث قرحة الساق ما يلي:
• البدانة - تزيد البدانة من خطر ارتفاع ضغط الدم، الأمر الذي يمكن أن يؤدي إلى تلف الأوردة في الساقين
• بقاؤها متوقفة عن الحركة لفترة طويلة - وهذا يمكن أن يؤدي إلى إضعاف عضلة ربلة الساق .
• الخُثار الوريدي العميق - الخثرات الدموية التي تحدث داخل الساق، والتي يمكن أن تُتلِف الصمامات داخل الأوردة
• الدوالي - تورم وتضخم الأوردة الناجم عن خلل بالصمامات
• إصابة سابقة في الساق، مثل كسر العظم، والتي قد تسبب جلطة وريدية عميقة
• مرض السكري - بسبب ضعف الدورة الدموية وزيادة خطر قرحات الضغط
• زيادة العمر - تصبح الدورة الدموية عموماً أقل كفاءةً لدى التقدم بالعمر.
• مرض الشرايين المحيطية - انسداد الشرايين في الساقين والذي يُسبَّبه التدخين غالباً.

## التشخيص
راجع طبيبك إذا كنت تعتقد أنك قد تكون مصابأ بقرحة الساق الوريدية. يتم تشخيص قرحة الساق الوريدية على أساس الأعراض والفحص البدني لساقك المتأثرة. قد يكون هناك حاجة أيضاً لإختبارات إضافية.
سيقوم طبيبك أو الممرضة بإجراء فحص بدني أولي لساقك عند الوقوف والاستلقاء. سوف تكون الدوالي أكثر وضوحاً عندما تكون واقفاً، وسيكون من الأسهل أن تُفحص القرحة عند الاستلقاء .
سيبحثان عن أعراض قرحة الساق الوريدية، مثل تلف الجلد الحاد الناجم عن المرض الوريدي (تصلب شحمي جلدي) وتصبغات الجلد الداكنة بالقرب من القرحة بسبب مشاكل الوريد. سيتحسسان نبضك في الكاحلين للتأكد من أن الشرايين في الساق تعمل بشكل صحيح.
قد يحاول طبيبك أو ممرضتك تحديد سبب القرحة عن طريق سؤالك عن أي حالات كامنة لديك، مثل السكري أو خثار الأوردة العميقة، وأي إصابات سابقة مثل القرحة أو الجراحة التي قد تكون أجريتها على الساق المتأثرة.

### دراسة دوبلر
سيقوم الطبيب أو الممرضة بإجراء اختبار يُعرف باسم دراسة دوبلر للتحقق من أمراض الشرايين الطرفية لإستبعاد الحالات المؤثرة على الشرايين (الأوعية التي تحمل الدم من القلب إلى باقي الجسم)، سيقوم الطبيب أو الممرضة إجراء اختبار يعرف باسم دراسة دوبلر للتحقق من أمراض الشرايين المحيطية.
يشمل الاختبار أخذ قياس ضغط الدم في كل ساق، في الكاحل، ومقارنتها مع ضغط الدم في ذراعك. يجب أن يكون ضغط الدم الشرياني نفسه في الذراعين والساقين. يتم تشخيص مرض الشرايين المحيطية عندما ينخفض ضغط الدم في الساقين مقارنة بالضغط في الذراع.
من المهم التحقق من نظام الشرايين لأنه إذا كان السبب في قرحة الساق هو مرض شرياني شديد، فهناك حاجة إلى علاج مستعجل لاستعادة تدفق الدم في الساق. قد تحدث الغرغرينا في الساق إذا لم يتم العلاج.يُعتبر تضميد الساق في أمراض الشرايين علاجاً شائعاً لقرحة الساق الوريدية، يقلل من تدفق الدم وقد يجعل القرحة أسوأ بكثير.
قد يُشار عليك أيضاً بزيارة أخصائي الأوعية الدموية إذا كان طبيبك أو الممرضة غير متأكدين من التشخيص، أو السبب الذي أدى إلى قرحة الساق.
قد يهيئ أخصائي الأوعية الدموية الترتيبات اللازمة لإجراء فحص الأمواج فوق الصوتية المزدوج والملون الذي يتعين القيام به. قد يسمح هذا بقياس تدفق الدم في الأوردة والشرايين في الساق مما يسمح بتقييم الصمامات الوريدية وفحص الشرايين. سيخبر ذلك الأخصائي أي الأوعية الدموية قد تضررت أو سُدَّت، وكيف ينبغي أن تُعالج.

## العلاج
يمكن أن تلتئم قرحة الوريدية إما عن طريق تطبيق ضغط قوي ومتواصل مع ضمادة أو جوارب، أو علاج السبب الكامن وراء القرحة. يمكن استخدام كلا العلاجين على حد سواء وفي وقت واحد في الوقت المناسب .
اتبع النصيحة أدناه فقد تساعد على شفاء قرحة الساق الوريدية بسرعة أكبر:
• حاول أن تحافظ على نشاطك عن طريق المشي بانتظام. يمكن للجمود أن يجعل قرحة الساق الوريدية والأعراض المرافقة أسوأ، مثل الوذمة ( مناطق منتفخة وممتلئة بسائل).
• حاول الحفاظ على ساقك المتأثرة مرتفعة كلما كنت جالساً أو مستلقياً .
• احرص على عدم أذية ساقك المتأثرة، وارتدي فقط أحذية مريحة مناسبة.
• إذا وصِفَ لك المطريات الوريدية من قِبَل ممرضتك، استخدامها كلما كان ذلك ممكناً. تُعزّز حركة فرك المطريات الدورة الدموية وليس هناك حد لعدد المرات التي يمكنك استخدامها.
• ارتدِ ضماد ضاغط وفقاً لتعليمات ممرضتك تماماً. إذا كان لديك أي مشاكل معه، لا تقم بإزالته بنفسك.

### العلاج بالضغط
إن تطبيق ضماد ضاغط قوي أو جوارب ضاغطة طبية مرنة بحالة القرحة الوريدية هو واحد من أكثر الوسائل فعالية في العلاج. وسوف يؤدي ذلك إلى شفاء حوالي 70٪ من حالات القرحة في غضون ستة أشهر.
من الضروري إجراء اختبار دوبلر الذي يُستخدم لقياس ضغط الدم في الكاحل والذراع للتأكد من أن شرايين الساق تعمل بشكل طبيعي قبل بدء العلاج بالضغط. قد تنجم الغرغرينا عن استخدام العلاج بالضغط لدى المرضى الذين يعانون من أمراض الشرايين المحيطية الشديدة في الساق.
يمكن استخدام جوارب ضغط طبية مرنة من قبل المرضى الذين يملكون قوة مقبولة في أيديهم، لأنه يمكن أن يكون هناك صعوبة قليلة بارتدائها. تتوفر أنظمة حديثة تحتوي على اثنين من الجوارب، يتم ارتداؤهما معاًعلى الساق المتقرحة خلال النهار، ويُزال إحدهما ليلاً. تكون هذه أسهل استخداماً من جورب واحد سميك.
يمكن تطبيق ضمادات القرحة (انظر أدناه) بعد إزالة كلاً من الجوارب. يجد العديد من المرضى أنّ بإمكانهم إدارة هذا بأنفسهم.
هناك العديد من الأنواع المختلفة من الضمادات المستخدمة في علاج قرحة الساق الوريدية. يستخدم البعض نوع واحد فقط من الضمادات، في حين يستخدم آخرون ضمادات مصنوعة من عدة طبقات. تطبيق ضماد الضغط هو إجراء ماهر وينبغي أن يتم من قبل الفنيين المدربين في إدارة الرعاية الصحية لقرحة الساق.
يتم تغيير ضماد الساق عادةً بعد تغيير ضمادات قرحة الساق. يمكن للأربطة وضمادات القرحة أن تبقى في مكانها لمدة تصل إلى أسبوع، اعتماداً على كيفية الحاجة لتغيير الضمادات غالباً.

### ضمادات القرحة
الهدف من تطبيق ضمادات القرحة هو توفير الظروف الملائمة للقرحة التي تسمح لها بالشفاء. وقد وُجد أن نوع الضمادات الفعلية المستخدمة لا يؤثر على مدى سرعة شفاء القرحة.
المرحلة الأولى هي تنظيف القرحة. يمكن القيام بذلك عن طريق الغسل اللطيف بمياه الصنبورالدافئة. يُستخدم محلول سالين أحياناً (المياه المالحة) بدلاً من ذلك. الهدف من ذلك هو إزالة الأنسجة الميتة والمتهتكة التي تتراكم على سطح القرحة بين تغييرات الضمادات. يساعد إزالة هذا على التئام القرحة.
إذا كان هناك كمية كبيرة من الأنسجة الميتة، قد تحتاج الممرضة لإزالته باستخدام تقنية تسمى التنضير. يمكن استخدام ضمادات مصممة خصيصاً لسحب الأنسجة الميتة بعيداً أو مواد الكيميائية لإذابة الأنسجة الميتة. يتم تنفيذ ذلك تحت مخدر موضعي (حيث تُخدّرالمنطقة)، لذلك فإنه لا يؤلم.
سيتم استخدام ضمادات بسيطة وغير لزجة لتغطية قرحتك. سيساعد هذا على التئام الجروح، وتحسين الراحة والسيطرة على أي قيح. يجد العديد من المرضى أنهم يستطيعون القيام بتنظيف وتضميد القرحة لديهم تحت إشراف ممرضة الحي.

### علاج قرحة الساق المصابة بالعدوى
سوف تنتج القرحة أحياناً كمية كبيرة من القيح وتصبح أكثر إيلاماً، وقد يحدث التهاب أحمر حول القرحة. قد تكون هذه الأعراض دليلاً على الإصابة.
ينبغي أن يستمر تنظيف القرحة كالمعتاد وتغيير الضماد. كما ينبغي تطبيق العلاج الضاغط حيث أمكن. لكن قد يكون الألم في الساق كبيراً بحيث لا يمكن القيام بذلك. يمكن تخفيض أو إيقاف الضغط مؤقتاً حتى ترتاح الساق أكثر. سيوصف لك دورة لمدة سبعة أيام من أقراص المضادات الحيوية لعلاج العدوى لديك. سوف تُعطى البنسيللين في معظم الحالات. إذا كان لديك حساسية من البنسلين، يمكن استخدام المضادات الحيوية البديلة مثل الإريثرومايسين.

## معرض صور

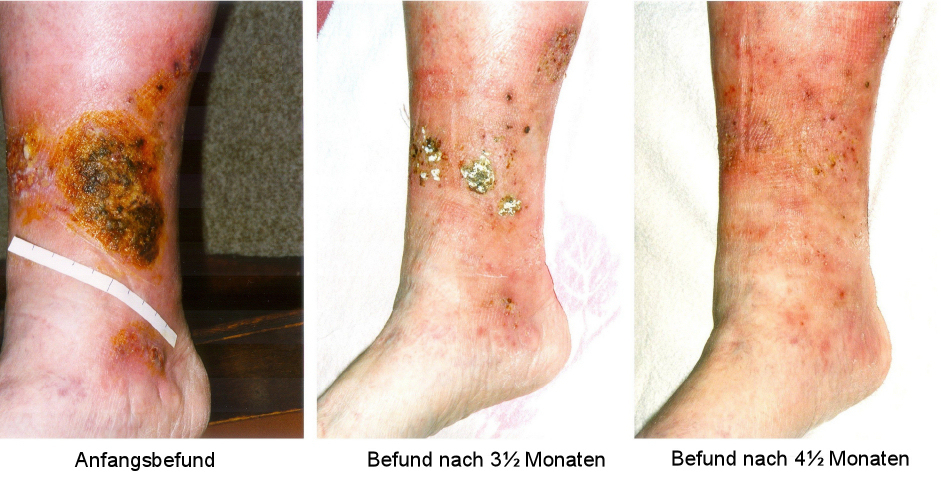
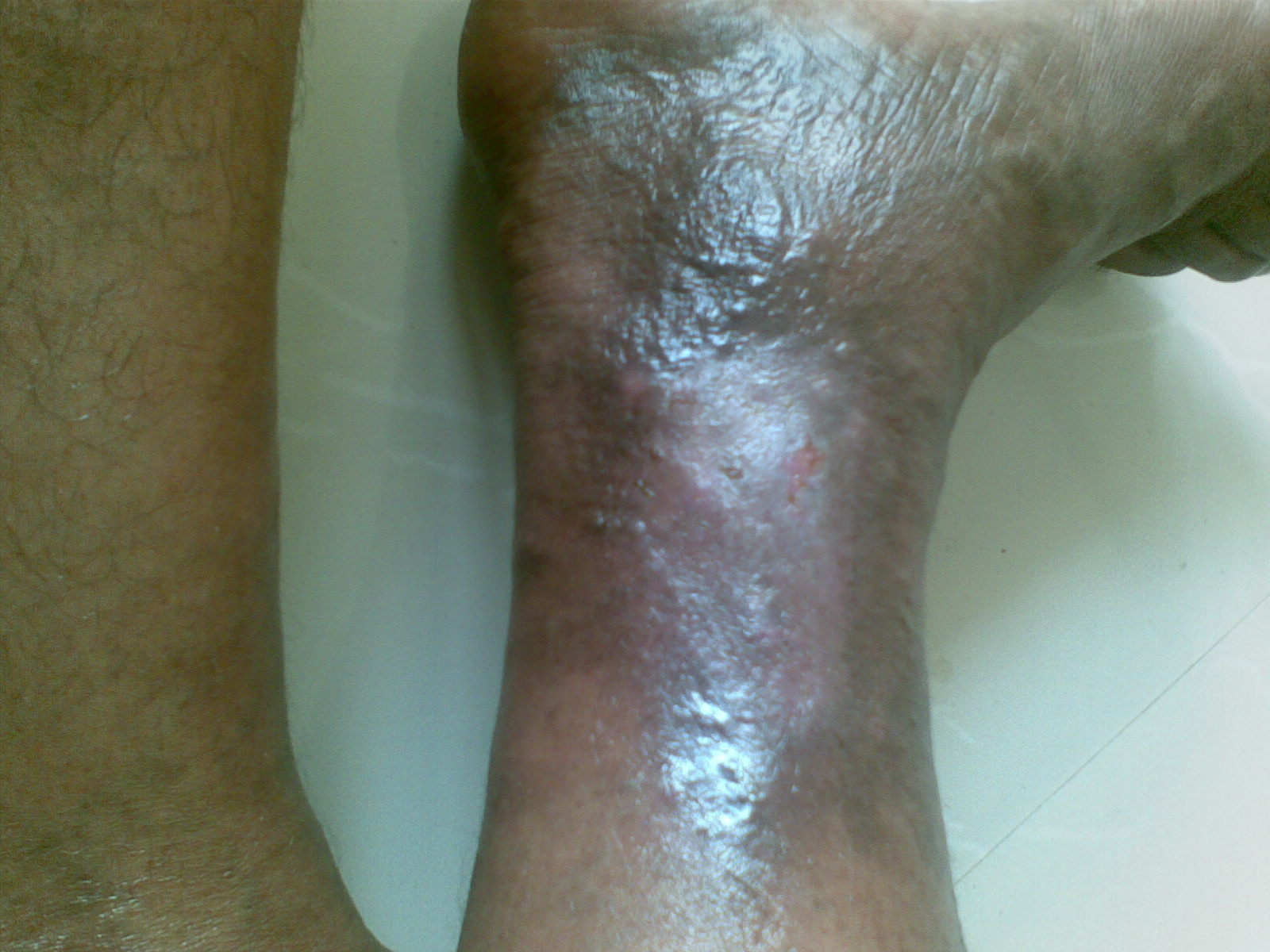
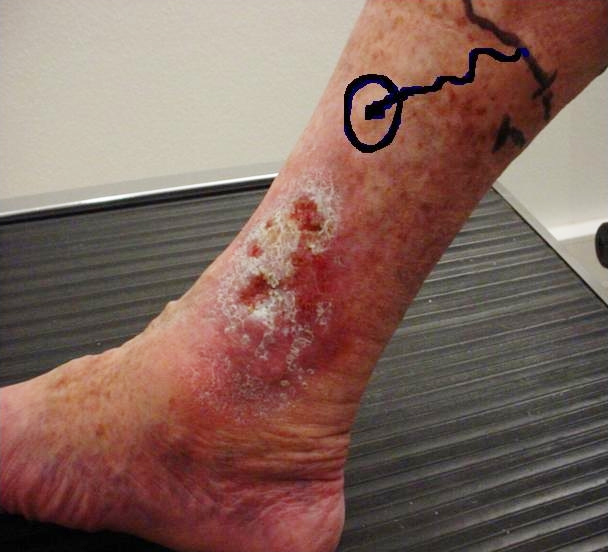